# Saʿd ibn Muʿādh
Saʿd ibn Muʿādh (arabisch سعد بن معاذ, DMG Saʿd b. Muʿāḏ) war ein Anführer des in Yathrib, dem vorislamischen Medina ansässigen arabischen Stammes der Banu Aus. Im Gegensatz zu Saʿd ibn ʿUbāda ibn Dulaim, dem Anführer der Chazradsch, war er Mohammed anfangs feindlich gesinnt, nahm allerdings später den Islam an. Ab diesem Zeitpunkt war er einer der wichtigsten Helfer Mohammeds und nahm an allen bedeutenden Schlachten Mohammeds teil.
Bekannt wurde er unter anderem für seinen Befehl, nach der Grabenschlacht die Männer des jüdischen Stammes der Banu Quraiza töten zu lassen und ihre Frauen und Kinder in die Sklaverei zu verkaufen. Er starb kurz darauf an seiner Verletzung, die er in der Grabenschlacht erlitten hatte.